# Sinnan Iwa
Sinnan Iwa är en kulle i Antarktis. Den ligger i Östantarktis. Norge gör anspråk på området. Toppen på Sinnan Iwa är 130 meter över havet.
Terrängen runt Sinnan Iwa är kuperad åt sydost, men åt nordväst är den platt. Havet är nära Sinnan Iwa åt nordväst. Trakten är obefolkad. Det finns inga samhällen i närheten.